# Hét főbűn

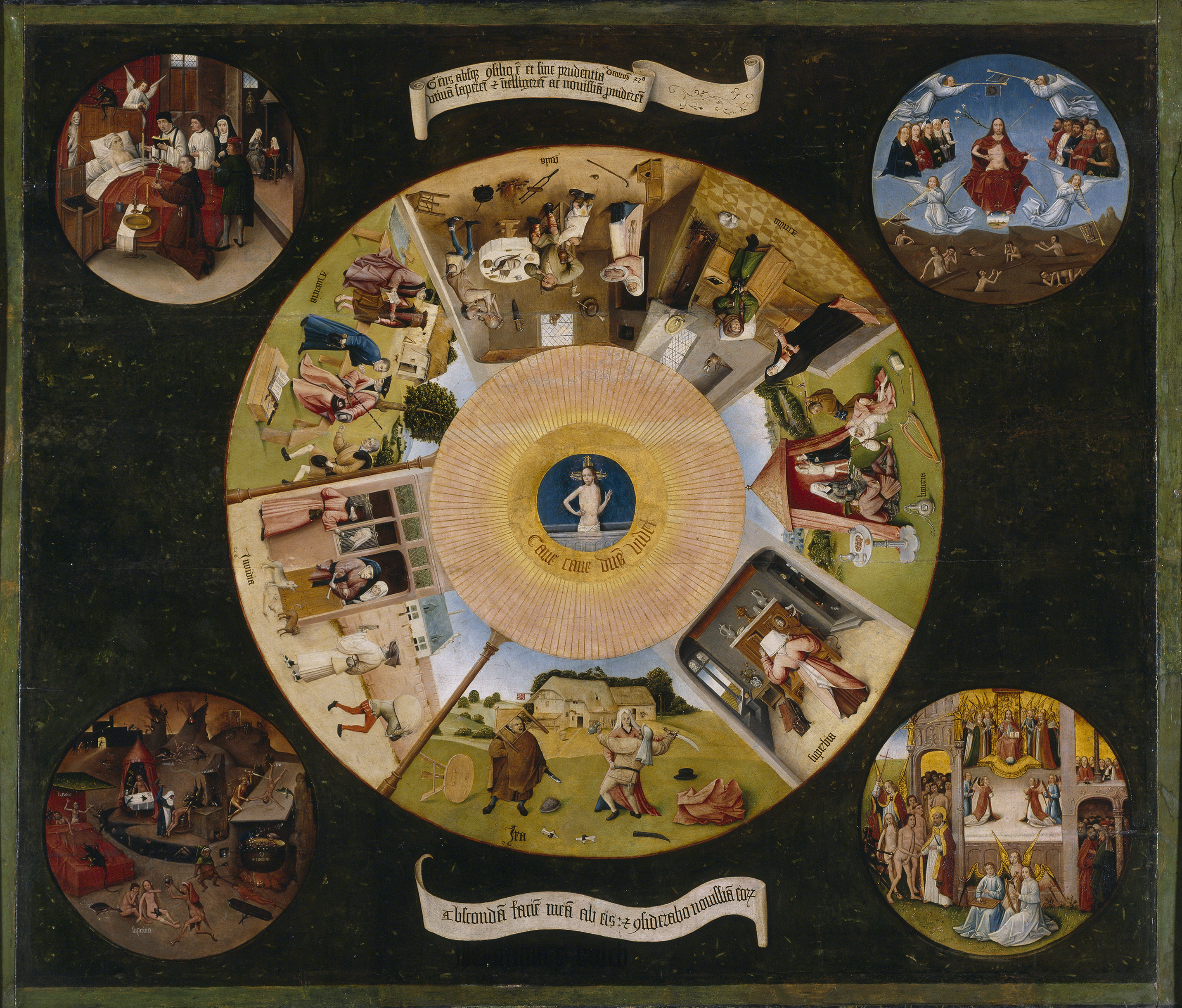
Hieronymus Bosch: A hét főbűn

A hét főbűn, más néven a  hét kardinális bűn az emberi bűnök csoportosítása és osztályozása a keresztény hamartiológiában, illetve a katolikus egyház erkölcsi tanítása szerint. A Biblia közvetlenül nem említi őket, de párhuzamokat találnak azzal a hét dologgal, amelyet Isten gyűlöl, például a Példabeszédek könyve alapján. 
Ezek önmagukban nem feltétlenül a legsúlyosabb bűnök, hanem olyan negatív jellembeli tulajdonságok (a katolikus erkölcstani kategóriák szerint tulajdonképpen nem is bűnök, hanem viciumok), amelyek hajlamosítanak a tízparancsolatban meghatározott bűnök elkövetésére, így a bűnök forrásainak tekinthetők. A  hét főbűnhöz sorolható viselkedési formák, illetve szokások veszélye az, hogy könnyen vezetnek erkölcstelenségre, konkrét morális ballépésekhez.
A hét főbűn mai nevükön: büszkeség, kapzsiság, harag, irigység, bujaság, falánkság és lustaság, amelyek ellentétesek a hét mennyei erénnyel.

## A főbűnök fogalma
A bűn az egyházi erkölcstani kategóriák szerint konkrét személy vagy személyek által végbevitt konkrét rossz cselekedet (ami lehet aktív vágyakozás is, a hagyományos liturgikus kifejezéssel „gondolattal, szóval, cselekedettel vagy mulasztással” lehet elkövetni). Halálos bűn az a bűn, amelynek elkövetésekor egyszerre van jelen a súlyos tárgy (objektíve komoly célra irányul), a teljes tudatosság és a szabad beleegyezés. A főbűnök tehát nem azonosak a halálos bűnökkel, sőt pontos erkölcstani kategóriák szerint nem is bűnök, hanem viciumok, azaz a rossz cselekedetekből kialakuló bűnös készségek, hétköznapibb kifejezéssel rossz szokások. Veszélyüket, fontosságukat az adja, hogy belőlük további viciumok és konkrét bűnök – akár halálosak is – forrásozhatnak.
A "főbűn" szó valójában nem "a legsúlyosabb bűn" jelentésű, ahogy mai nyelvhasználatunk szerint könnyebben érthetjük, hanem "fő" előtagja forrás, (kút)fő jelentésű, tehát tulajdonképpen 'bűnforrás, a bűnök forrása' az eredeti értelme.

### A felsorolás története
A bűnök ezen osztályozása a sivatagi atyáktól ered, név szerint Evagrius Ponticustól, aki megnevezte ezt a hét vagy nyolc gonosz sugallatot vagy minőséget, amelyet az embernek le kell győznie önmagában. Evagrius tanítványa, Cassianus Szent János vezette be Európában a bűnöknek ezt az osztályozását a De institutis című könyvével. (A hagyomány Nagy Szent Gergely pápához is köti a felsorolásukat.) Európában aztán hamar alapvetés lett a katolikus gyónási szertartásokban, ahogyan azt láthatjuk is a vezeklési útmutatókban, mint például a The Parson’s Tale Chaucer Canterbury mesék című kötetében, de más művészi munkákban is, például Dante Isteni színjátékában. (Nála a vezeklőket összegyűjtik a Purgatórium hegyén, és az általuk elkövetett legsúlyosabb főbűn szerint szabják ki a büntetésüket.)

### A főbűnök tanának erkölcstani szerepe
Az Egyház a hét főbűn doktrínájával segíti az embereket, hogy tartózkodni tudjanak a gonosz iránti vágytól, még mielőtt elkövetnék a bűnöket, ezáltal súlyos következményeket vagy rossz sorsot idézve elő. A vezető tanítók különösen a kevélység/büszkeség (görög hübrisz) (amelynek elkövetése leginkább elválasztja a lelket az isteni kegyelemtől, és amely a lényege minden gonosznak) és kapzsiság ellen intenek, amelyek leginkább velejárói az emberi természetnek, és amely kettő ott rejlik az összes többi bűn elkövetésének hátterében is. A hét főbűnre számos tanulmány és értekezés hívja fel figyelmünket, de megjelenik festményeken és szobrokon is a templomokban, megemlíthetőek Idősebb Peter Brueghel nyomatai.

### A főbűnök elleni küzdelem
A hét főbűn ellentéte a hét erény (7 fő erény a 3 isteni (hit, remény és szeretet) és 4 sarkalatos (igazságosság, okosság, mértékletesség, lelki erősség). A négy sarkalatos (erkölcsi) erény azonosítása Platón nevéhez fűződik. Arisztotelész (Platón tanítványa) folytatta az erények azonosítását és kategorizálását.
A főbűnök elleni küzdelem további eszköze a Lélek gyümölcseinek birtoklására való törekvés, ezek Szent Pál felsorolása szerint : szeretet, öröm, békesség, türelem, kedvesség, jóság, hűség, szelídség, önmegtartóztatás.

## Az egyes főbűnök
A római katolikus egyház tanítása szerint az első emberpár bűnbeesése (amely aztán minden emberre eredendő bűnként száll át) óta az emberek hajlamosak a bűnök elkövetésére, de a Jézus Krisztus által hozott áldozat (megváltás) lehetőséget teremtett arra, hogy az ember újra megtalálja az üdvösséget. A mózesi tízparancsolat az emberek közti alapvető érintkezést szabályozza tiltások formájában. E szabályok megszegését az egyház bűnnek tartja, de legtöbbjüket a büntetőjog is üldözi. A hét főbűn fontossága abban áll, hogy amennyiben ezeket a rossz emberi tulajdonságokat legyőzzük, akkor nem fogjuk elkövetni a tízparancsolatban felsorolt súlyosabb tiltások egyikét sem. Például a „Ne lopj!” tiltásnak az alapja lehet az itt említett irigység vagy harag, vagy akár a jóra való restség is.
A hét főbűn (zárójelben a latin megnevezésük):
1. kevélység (lat. superbia gör hübrisz) – büszkeség, gőg,
2. fösvénység (lat. avaritia, gör. φιλαργυρία/filargüria ) – kapzsiság, zsugoriság,
3. bujaság (luxuria) – érzékiség,
4. irigység (invidia),
5. torkosság (gula) – mohóság, falánkság,
6. harag (ira),
7. a jóra való restség (acedia) – lustaság.

Régebben 8. bűnként a hazugságot is említették.

### A kevélység
A kevélység a büszkeség elfajulása; míg a büszke ember nagy becset tulajdonít személyes tulajdonságoknak, birtoknak, származásnak, kitüntetésnek, de azért nem néz le szükségképpen másokat, csak a magáét tartja nagyra, esetleg joggal, addig a kevély, főleg másokkal szemben, kiket lenéz, tartja magát nagyra, nagyobbra. A büszke a maga érdemét beszéli; a kevély mások érdemét lenézi. A kevélység az öntudat túltengése, önmagunk mások fölé helyezése. A szó további szinonimái: önteltség, gőg, dölyf.
Jézus földi élete idején elutasított minden hatalmat és dicsőséget. Megalázkodott, amikor eljött földünkre, hogy magára öltse az emberi természetet, és egy jászolban született meg. Az embereknek is az alázat, a szerénység és önmegtagadás útját tanította: „Vegyétek fel magatokra az én igámat, és tanuljátok meg tőlem, hogy én szelíd és alázatos szívű vagyok”.
Krisztus követői között a nagyság nem a földi méltóságban vagy a dicsőségben áll, hanem Krisztus életének és magatartásának pontos követésében.

### A fösvénység
A fösvénység vagy zsugoriság a megszerzett véges javakhoz való rendetlen ragaszkodás. E ragaszkodás megmutatkozhat a szerzés túlzó vágyában (kapzsiság) és a megszerzett dolgok rendetlen birtoklásában. A birtoklás túlzottságát jelzi, hogy a fösvény a számára szükséges mértékben sem válik meg javaitól, nem költi pénzét, esetleg nagy vagyon birtokában is nyomorog.
A fösvénység a világ javainak túlzott szeretete, az azokhoz való beteges ragaszkodás. A fösvény ember mindent magának akar, mindent meg akar szerezni, és semmit sem tud kiengedni a kezei közül. Vakká tesz a rászorulókkal, mert a fösvény nem veszi észre a szükséget szenvedőt.
A fösvénység ellentéte az adakozás. Az adakozás azt jelenti, hogy szeretettel gondolunk másokra és jót cselekszünk velük. Általános értelemben szeretetet, jóakaratot és jóindulatot jelöl. 
Isten így utasította Izrael népét: „Amikor földed terményeit aratod, ne arasd le egész a föld széléig és ne szedd össze az elmaradt kalászokat; szőlődben se szedd össze az elmaradt gerezdeket, s a lehullott szemeket: hadd szedjék össze a szegények és a jövevények.”
Jézus tanította követőit: „Adjatok, és adnak majd nektek is… Mert amilyen mértékkel mértek, olyannal fognak visszamérni nektek!”   
Az adakozás tevékeny szeretet. Otthon kezdődik, de mindenhová ki kell terjeszteni, kifejlesztve a nagylelkűséget.

### A bujaság
A nemi gyönyör mértéktelen kívánásának vagy élvezésének bűnös készsége.
A buja emberből hiányzik a nemi élet kontrollja. Az Istentől kapott, bennünk jelen lévő természetes nemi vágyat öncélú élvhajhász aktussá silányítja.
A világot a pénz és a szex irányítja. A világ minden táján a szenvedély uralkodik mindenek felett. A világ túláradó szexuális mámorban úszik. Hiányzik az Istenről való elmélkedés. Hiányzik a Jézusról való beszélgetés. Az ember tudatlansága miatt elvesztette eredeti dicsőségét, és rabszolgává, eszközzé vált a szex és az ego karmai között. A férfiak és nők, fiúk és lányok belefulladnak a tisztátalan gondolatok és érzéki élvezetek óceánjába. A szexuális izgalom hevében az egyén újra meg újra ugyanazt a cselekedetet ismétli. Szikrányi önuralma sincs, tökéletes rabszolgája a szenvedélynek, mely bábuként mozgatja. Sokan hangoztatják: Nem kell a szenvedélyt féken tartani! Miért teremtett akkor Isten gyönyörű szép nőket? Élvezzük hát őket! Követőiknek se szeri, se száma. Magával az ördöggel cimborálnak.
A szenvedélyt féken kell tartani. Semmi betegséget nem okoz, ha valaki uralkodik a szenvedélyén. A mértékletesség még senkinek nem ártott, éppen ellenkezőleg, megsokszorozza az életerőt, az energiát. A szenvedély kártékony erő, amelyet le kell győznünk. A szex túlzott élvezete komoly akadály a spirituális úton. Isten Lelke nem lakhat olyan személyekben, akik „istentelenek, mert Isten kegyelmét bujálkodásra fordítják”. Ha valaki valódi örömöt, örökké tartó örömöt akar, akkor túl kell lépnie a szexualitás szenvedélyén.

### Az irigység
Az irigy ember magának akarja, ami másoké, és az után sóvárog, amit mások birtokolnak. Vagy nem akarja magának, hanem csak azt akarja, hogy az irigység tárgya ne legyen az irigység célpontjáé. A mások iránti bosszúság érzése, amelyet javaik, jólétük, helyzetük, állásuk vagy hírnevük vált ki. Az irigység egyike a legrosszabb jellemvonásoknak, és hatásaiban az egyik legkárosabb.
Pál apostol írta ezt levelében:
„irigység… részegeskedés, tobzódás és ezekhez hasonlók. Ezekről előre megmondom nektek, amint már korábban is mondtam, akik ilyeneket cselekszenek, nem öröklik Isten országát.”
A Szentírás óv az irigységtől, és akik kitartanak benne, azok mind „méltók a halálra”. Jézus ezzel szemben az embertársaink felé kinyilvánított önzetlen szolgálat útját tárta fel a követőinek. 
Az önzetlen szolgálat az, ami által megtisztul a szívünk. Az egoizmus, az irigység, a gyűlölködés és felsőbbrendűség gondolatai eltűnnek, és megjelenik az alázat, a tiszta embertársi szeretet, az együttérzés, a tolerancia és a könyörület.

### A torkosság
Azaz mértéktelenség evésben-ivásban.
A mértékletesség szabályai távolról sem merülnek ki a szeszes italok korlátozásával. Az izgató és túlzott mennyiségű ételek épp oly károsak, és sok esetben az iszákosság útkészítői. Az igazi mértékletesség arra tanít, hogy tartózkodjunk minden tobzódástól és káros hatású ételtől és italtól, és éljünk értelmesen a táplálékkal. Kevesen látják be, hogy életmódjuk mennyire kihat egészségükre, jellemalakulásukra, gondolataikra. Isten azt kívánja, hogy szigorú mértékletességgel tisztán tartsuk meg értelmünket és erkölcsi érzékeinket, hogy különbséget tudjunk tenni a szent és közönséges dolgok között.
lásd még: Mértékletesség

### A harag
Harag ébred az emberben akkor, ha megsértik, becsmérlik, kritizálják, amikor rámutatnak a hiányosságaira. Akkor is haragot érzünk, ha valaki vágyaink beteljesülésének útjában áll. A harag olyan erős érzelem, amelyet egy valós vagy képzelt sértés vált ki, s amely együtt járhat a bosszúvággyal.
A harag megfoszt a józan gondolkodástól, és olyan dolgok megtételére ösztönöz, amelyeket elképzelni is nehéz. A feldühödött embernél nincs olyan bűn, amit el ne követne, és képes megölni a másikat.
A tűz, amelyet ellenségünkkel szemben táplálunk, saját magunkat emészti fel. A harag úgy működik, akár a bumeráng: arra üt vissza, aki haragra gerjedt. Visszatér a dühös emberhez, benne tesz kárt.
A harag a mentális gyengeség jele. Mindig ostobasággal vagy gyengeséggel kezdődik, és gyakran megbánással végződik. Ha képesek vagyunk uralmunk alá vonni a haragot, akkor hatalmas erővé alakíthatjuk át.
Jézus értünk halt meg a keresztfán, hogy mi bocsánatot nyerjünk, és ne menjünk a kárhozatra. Nekünk nem kell meghalnunk embertársunkért, de tudnunk kell elengedni, megbocsátani egymásnak. Annál is inkább, mert a harag az egymás közötti viszonyt és a saját lelkünket is mérgezi, tönkreteszi belső nyugalmunkat.

### A jóra való restség
Azaz vonakodás a szükséges áldozathozataltól vagy erőfeszítéstől.

„Aki azért tudna jót cselekedni, és nem cselekszik, bűne az annak.” – írja a Biblia.
A henyélés minden bűnnek a forrása. Hasznos tevékenység nélkül elsorvadunk, és a kísértések áldozatává válunk. A Szentírás felszólít, hogy ne halogassuk a jó cselekedeteket, mert az élet rövid és bizonytalan, és utána számadással tartozunk Istennek. 
Mahátma Gandhi, kalkuttai Teréz anya és még sokan a másoknak való önzetlen szolgálattal kerültek a világ legkiemelkedőbb emberei közé.
A jóra való restség hiányában viszont úgy segíthet, hogy azzal árt magának, erején felül segíthet. A szükséges információk hiányában jó szándékkal rosszat cselekedhet. 

## Képek
| - Kevélység - Fösvénység - Bujaság - Irigység - Torkosság - Harag - Jóra való restség |